# Аперанат
Аперанат (такође познат као Апер-Анат или ‘Апер ‘Анати) је био владар Доњег Египта током другог прелазног периода средином 17. века пре нове ере. Према Јургену фон Бекерату, био је други краљ 16. династије и вазал краљева Хикса из 15. династије. Ово мишљење је недавно одбацио Ким Рајхолт. У својој студији о Другом прелазном периоду из 1997. године, Рајхолт тврди да су краљеви 16. династије владали независним тебанским царством ц. 1650–1580. п. н. е. Сходно томе, Рихолт види 'Апер-'Анатија као раног краља Хикса из 15. династије, можда њиховог другог владара. Ова анализа је убедила неке египтологе, као што су Дарел Бејкер и Женин Боуриау, али не и друге, укључујући Стефен Курк. 'Апер-'Анати је познат само по једном скарабеју, који се сада налази у Петријевом музеју.  На скарабеју му је дата титула Хека-цхасут, што се преводи као "Владар страних земаља" и из које потиче реч Хиксос. Значајно је да су ову титулу носили рани краљеви Хикса из 15. династије. На основу овог доказа, Рајхолт условно предлаже да је Аперанат био други владар 15. династије, али истиче да ова идентификација није извесна.